# Caraubalo
Caraubalo (Caraubalu, Karaubalu) ist ein osttimoresischer Suco im Verwaltungsamt Viqueque (Gemeinde Viqueque).

## Geographie

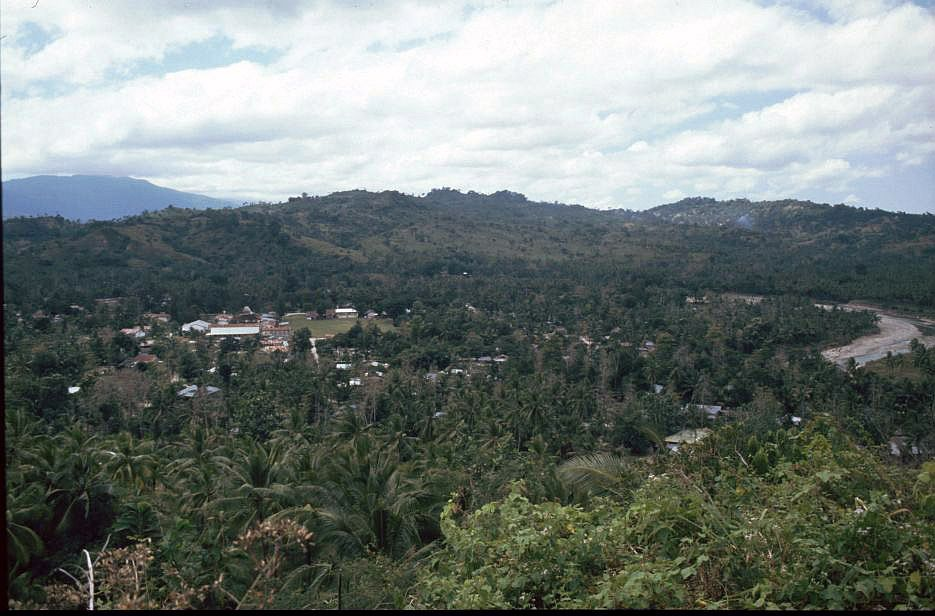
Blick auf Viqueque

Vor der Gebietsreform 2015 hatte Caraubalo eine Fläche von 83,38 km². Nun sind es 68,69 km². Der Suco liegt im Osten des Verwaltungsamts Viqueque. Östlich befindet sich der Suco Uai-Mori, südwestlich die Sucos Uma Quic und Uma Uain Craic, südlich die Sucos Maluru und Fatudere und südöstlich der Suco Uma Uain Leten. Im Norden grenzt Caraubalo an das Verwaltungsamt Ossu mit seinem Suco Loi-Huno und im Westen an das Verwaltungsamt Uato-Lari mit seinem Suco Macadique de Baixo. Durch den Westen Caraubalos fließt der Fluss Cuha. Im Norden entspringt der Lagotua, der zunächst einen Teil der Grenze zu Uma Uain Craic bildet und später als Lee in den Cuha mündet. Im Süden entspringt der Bularan und im äußersten Osten der Lugassa.
Im Westen von Caraubalo liegt am Cuha die Gemeindehauptstadt Viqueque in der Überlandstraßen aus Ost, West und Nord zusammentreffen. Alle größere Ortschaften des Sucos sind entweder Ortsteile oder Vororte Viqueques. Dies sind Cabira Oan (Cabirooan), Mane Hat (Manehat, deutsch „vier Männer“), Lamaclaran (Lameklaran), Siralari und Mamulac (Mamulak).
Im Suco befinden sich die sieben Aldeias Cabira Oan, Has Abut, Lamaclaran, Mamulac, Manehat, Siralari und Wessa.
Im Suco findet man Karneole, die hier als heilige Steine angesehen werden. Einer schmückt die Kirche der Unbefleckten Empfängnis von Viqueque.

## Einwohner
In Caraubalo leben 7.823 Einwohner (2022), davon sind 4.000 Männer und 3.823 Frauen. 4.422 von ihnen wohnen in einer urbanen Umgebung, 3.401 im ländlichen Teil des Sucos. Im Suco gibt es 1.519 Haushalte. Über 55 % der Einwohner geben Tetum Terik als ihre Muttersprache an. Fast 26 % sprechen Tetum Prasa, fast 11 % Makasae, 4 % Kairui, über 2 % Naueti und Minderheiten Midiki oder Galoli.

## Geschichte
Am 6. September attackierten FALINTIL-Kämpfer indonesische Soldaten in Sukar Oan im Suco.

## Politik
Bei den Wahlen von 2004/2005 wurde Domingos da Costa zum Chefe de Suco gewählt. Bei den Wahlen 2009 gewann Teodoro Osorio Pinto und 2016 João Pinto.